# A-1 (Bosnië en Herzegovina)
De A-1, voluit Autocesta 1 in het Bosnisch of Autoput 1 in het Servisch, is een autosnelweg in Bosnië en Herzegovina, die door zowel de Federatie van Bosnië en Herzegovina als de Servische Republiek loopt. Op dit moment is de weg 124 kilometer lang en loopt van Tarčin naar nabij Zenica. De weg vormt zo een alternatief voor de M-5 en M-17.
De A-1 is onderdeel van de E73 tussen Boedapest en Metković.

## Stadssnelweg Sarajevo
Nabij Sarajevo (bij knooppunt Butila) is een aansluiting op de (deels voltooide) Gradski Autoput Sarajevo (stadssnelweg Sarajevo). Dit is een verlengstuk van de A-1 (met hetzelfde snelwegnummer), dat uiteindelijk een oost-westverbinding zal worden in Sarajevo die parallel aan de spoorlijn zal lopen.

## Geschiedenis
De aanleg van de A-1 begon in 2001. In 2002 werd het eerste deel tussen Ilijaš en Jošanica geopend. In 2009 volgde de verlenging tot Kakanj, in 2014 rond Sarajevo en tussen Međugorje en Zvirovići (grens met Kroatië), in 2017 van Svilaj (grens met Kroatië) tot Odžak en in 2020 rond Zenica. In 2024 volgde het 11 kilometer lange deel tussen Čapljina en Međugorje.

## Toekomst
De weg moet uiteindelijk een 340 kilometer lange verbinding gaan vormen tussen de Kroatische grens bij Svilaj en de Kroatische grens bij Zvirovići. Op deze route zal de weg de steden Doboj, Zenica, Sarajevo, Jablanica en Mostar aandoen. Vanaf Svilaj zal de weg als A5 verder lopen naar Osijek en Boedapest en vanaf Zvirovići als A10 naar Ploče.
Het streven was om in 2020 de gehele A-1 in de Federatie van Bosnië en Herzegovina gerealiseerd te hebben, met uitzondering van het deel Tarčin - Konjic en het deel Mostar Noord - Mostar Zuid (gezamenlijk ongeveer 30 kilometer). Het gedeelte tussen Doboj en Odžak bevindt zich niet in de Federatie, maar in de Servische Republiek.